# 골룸 사냥꾼
골룸 사냥꾼(The Hunt For Gollum)은 영국에서 제작된 크리스 부샤드 감독의 2009년 액션, 모험, 판타지 영화이다. 애드리언 웹스터 등이 주연으로 출연하였고 크리스 부샤드 등이 제작에 참여하였다.

## 출연

### 주연
- 애드리언 웹스터
- 아린 올드리지

### 조연
- 패트릭 오코너
- 리타 램나니
- 가레스 브로우
- 제이슨 페리노
- 크리스토퍼 딩글리
- 조슈아 케네디
- 브라이언 레브리
- 칼리 밸랜스

## 제작진
- 원작자: J.R.R. 톨킨
- 프로듀서: 사비나 사타
- 공동제작: 줄리앤 허니-멘널
- 공동제작: 브라이언 레브리
- 협력프로듀서: 케이트 매디슨